# چیم‌تپه
چیم‌تپه (نام پیشین: آق‌کورگان)  جماعت و شهرکی در کشور تاجیکستان است که در ناحیهٔ رودکی ناحیه‌های تابع جمهوری قرار دارد. جمعیت این جماعت ۲۲۰۱۳ است.